# Yawara!
Yawara! (яп. ヤワラ!, YAWARA!, укр. Явара!) — японська серія манґи, написана та проілюстрована Наокі Урасавою. Вона була серіалізована в Big Comic Spirits з 1986 по 1993 рік. Розділи манґи зібрано у 29 томів-танкобонів видавцем Shogakukan. У центрі сюжету — Інокума Явара, здавалося б, звичайна старшокласниця, але її дідусь, жива легенда дзюдо, таємно тренував її з дитинства, щоб вона могла виграти золоту медаль на Олімпійських іграх. Але у Явари є лише одне бажання — мати нормальне життя.
Жива адаптація режисера Кадзуо Йошіди з Юі Асакою в головній ролі була випущена компанією Toho у квітні 1989 року. Того ж року Kitty Films і Madhouse розпочали аніме-адаптацію під назвою Yawara! A Fashionable Judo Girl!. Серіал, який мав 124 епізоди, транслювався на Yomiuri TV з жовтня 1989 року по вересень 1992 року. Кожен епізод закінчувався зворотним відліком днів, що залишилися до початку Олімпіади в Барселоні. У серпні 1992 року та липні 1996 року вийшли два анімаційних фільми.
У 1990 році манга виграла 35-ту премію Shogakukan Manga Award у загальній категорії. Явара! має понад 30 мільйонів примірників, що робить її однією з найбільш продаваних серій манги за весь час.

## Сюжет
Інокума Явара — молода дівчина, яка прагне до звичайного життя, але через свій вроджений талант змушена займатися дзюдо під тиском авторитарного дідуся, Дзіґоро Інокума, з метою здобути чемпіонство в Японії та золоту медаль на літніх Олімпійських іграх 1992 року в Барселоні. Через тиск з боку дідуся вона загалом погано ставиться до дзюдо, уникаючи його, наскільки це можливо. Однак з часом вона починає розуміти, чому її дідусь любить дзюдо, і починає цінити цей спорт більше.

## Персонажі
Інокума Явара (яп. 猪熊 柔, Inokuma Yawara)
Явара — дівчина, яка прагне до звичайного життя, але дідусь змушує її займатися дзюдо. Вона завжди має романтичні мрії, а найбільша її мрія — знайти хлопця. Хоча у неї багато прихильників і дуже близьких друзів, таких як Фудзіко, іноді вона поводиться егоїстично і не цінує їхню прихильність до неї (наприклад, вона майже не допомогла Фудзіко в її поєдинку на всеяпонському відбірковому турнірі).
Інокума Дзіґоро (яп. 猪熊 滋悟郎, Inokuma Jigorou)
Дзіґоро — майстер дзюдо сьомого дану (хоча він часто називає себе майстром восьмого або навіть дев'ятого дану) і п'ятиразовий національний чемпіон. Його пристрасть до дзюдо конкурує лише з любов'ю до Явари та їжі (особливо солодощів). Він покладає великі надії на дзюдоїстську кар'єру Явари і постійно підштовхує її до того, щоб вона робила все можливе і зосереджувалася насамперед на дзюдо. Його девіз: «Дзюдо не будується за один день». Він працює на стороні як лікар, що вправляє кістки. Він трохи переслідує ЗМІ, оскільки часто намагається викрасти публічні заходи для Явари, щоб висвітлити своє власне життя та досягнення. Він часто владний по відношенню до Явари і не гребує підлими трюками, щоб домогтися свого, або щоб змусити її робити те, що він хоче.
Інокума Тамао (яп. 猪熊 玉緒, Inokuma Tamao)
Тамао — мати Явари. Вона рідко буває вдома, бо шукає по всій Японії свого чоловіка Кодзіро. На відміну від Дзіґоро, вона не змушує Явару займатися дзюдо, але й не ненавидить дзюдо, бо саме завдяки дзюдо вона познайомилася з Кодзіро. Вона каже Яварі, що є й інші способи бути сильним, окрім дзюдо, і що можна бути дзюдоїстом і водночас бути жіночним.
Інокума Кодзіро (яп. 猪熊 虎滋郎, Inokuma Kojiro)
Кодзіро — батько Явари. Він зник невдовзі після перемоги на чемпіонаті Японії з дзюдо 1974 року, коли дебютував як невідомий дзюдоїст, імовірно, тренуючись у таємниці в екстремальних умовах (протягом 20 років?), не повідомляючи сім'ї про своє місцезнаходження.
Хонамі Саяка (яп. 本阿弥 さやか, Honami Sayaka)
Саяка — надзвичайно розпещена донька однієї з найбагатших родин Японії. Вона ніколи не програвала в жодному виді спорту, яким би не захотіла зайнятися. Коли з'являється Явара, вона вирішує не зупинятися ні перед чим, щоб перемогти її, і стає її суперницею. У неї є вставний зуб, що є для неї болючою темою, про яку Явара постійно випадково згадує.

## Виробництво
Поки Наокі Урасава виношував ідею написати мангу про медичну сферу, він вже знав, що його редакторові це не подобається. Знаючи, що редактор був великим шанувальником бейсболу, він жартома запропонував варіант про жіноче дзюдо, і редактор загорівся цією ідеєю. Урасава сказав, що потім нашкрябав усю Явару! під час цієї зустрічі приблизно за 30 хвилин, від персонажів до історії. Серія почалася в 1986 році, жіноче дзюдо стало демонстраційним видом спорту безпосередньо перед Літніми Олімпійськими іграми 1988 року, а на Літніх Олімпійських іграх 1992 року воно стане повністю змагальним видом спорту, тому було ідеально включити цю мету в мангу. Але автор ніколи не думав, що серія триватиме достатньо довго, щоб досягти останнього. Урасава розповів, що через те, що Явара! настільки відрізнялася від його попередніх робіт як комедія про милу дівчину, деякі з його шанувальників та колег відчули себе зрадженими, і що він продався. Але він так не вважає, оскільки ніколи не мав наміру зробити це любовною комедією чи спортивною історією з такими гаслами як «боротьба до фінішу, не здавайся зараз!». Він сказав: «Сюжети моїх коміксів можуть бути взяті з популярного мейнстріму, але я вважаю, що вони все ще просякнуті моїми власними почуттями і тому досить самобутні». Автор розповів, що хотів, аби Yawara! була пародією на твори Іккі Кадзівари, такі як «Зірка гігантів». Але чомусь читачі зрозуміли це як щось інше, ніж він хотів; «Можливо, це тому, що вони звикли до спортивних коміксів, але їм подобаються мої комікси за сцени перемоги і поразки. Вони знаходять їх якимись цікавими. Ці сцени дійсно мали бути смішними! Але вони знаходять їх зворушливими, тому я трохи розгублений, що мені робити (сміється)».
Урасава сказав, що оскільки він сам не є героїчним типом, йому важко зображати вольових головних героїв. Він сказав, що навіть було важко зобразити Явару та Мацуду, яких він описав як «дуже хороших персонажів другого плану», оскільки йому здається набагато легше розвивати персонажів другого плану. Автор назвав американські телевізійні комедії джерелом свого комедійного впливу. Звичка Дзіґоро забувати імена людей була взята від матері Саманти в «Зачарованих».
Коли Урасава починав Майстра Кітона в 1988 році, ще створюючи Yawara!, редакція була стурбована тим, чи зможе молодий художник писати та малювати дві серії одночасно, і тому залучила інших авторів оповідань для нового серіалу.

## Медіа

### Манґа
Написана та проілюструвана Наокі Урасавою, який водночас ілюстрував «Pineapple Army», Явара! виходила щотижня в Big Comic Spirits з 30-го випуску 1986 року до 38-го випуску 1993 року. Видавець Shōgakukan зібрав 331 розділ у 29 томів-танкобонів між 30 квітня 1987 року та 29 жовтня 1993 року. 19-томне бункобан-видання було випущено між 17 липня 1998 року та 16 березня 1999 року. 20-томне канценбан-видання було випущено між 27 грудня 2013 року та 30 квітня 2015 року.
Урасава створив додаткову серію манги під назвою Jigoro! який виходив в Zōkan Big Comic Spirits з 20 жовтня 1988 року по 11 квітня 1991 року. Він пояснив, що вважав дідуся Явари настільки цікавим, що персонаж отримав власний спін-офф, і назвав його одним із своїх улюблених праць. Його було зібрано в один том у жовтні 1994 року, який було перевидано 15 лютого 2003 року і знову у канценбан-виданні 30 квітня 2015 року.

#### Список томів
| №  | Дата виходу       | ISBN            |
| -- | ----------------- | --------------- |
| 1  | 20 квітня 1987    | ISBN 4091813410 |
| 2  | 29 серпня 1987    | ISBN 4091813429 |
| 3  | 30 листопада 1987 | ISBN 4091813437 |
| 4  | 30 січня 1988     | ISBN 4091813445 |
| 5  | 27 квітня 1988    | ISBN 4091813453 |
| 6  | 30 серпня 1988    | ISBN 4091813461 |
| 7  | 29 жовтня 1988    | ISBN 409181347X |
| 8  | 19 грудня 1988    | ISBN 4091813488 |
| 9  | 30 березня 1989   | ISBN 4091813496 |
| 10 | 30 червня 1989    | ISBN 409181350X |
| 11 | 30 вересня 1989   | ISBN 4091821111 |
| 12 | 19 грудня 1989    | ISBN 409182112X |
| 13 | 30 березня 1990   | ISBN 4091821138 |
| 14 | 30 червня 1990    | ISBN 4091821146 |
| 15 | 30 серпня 1990    | ISBN 4091821154 |
| 16 | 30 жовтня 1990    | ISBN 4091821162 |
| 17 | 30 березня 1991   | ISBN 4091821170 |
| 18 | 29 червня 1991    | ISBN 4091821189 |
| 19 | 30 вересня 1991   | ISBN 4091821197 |
| 20 | 17 грудня 1991    | ISBN 4091821200 |
| 21 | 30 березня 1992   | ISBN 4091828019 |
| 22 | 29 травня 1992    | ISBN 4091828027 |
| 23 | 30 червня 1992    | ISBN 4091828035 |
| 24 | 30 жовтня 1992    | ISBN 4091828043 |
| 25 | 30 березня 1993   | ISBN 4091828051 |
| 26 | 28 квітня 1993    | ISBN 409182806X |
| 27 | 30 червня 1993    | ISBN 4091828078 |
| 28 | 30 вересня 1993   | ISBN 4091828086 |
| 29 | 29 жовтня 1993    | ISBN 4091828094 |

### Аніме
Явара! отримала аніме-адаптацію під назвою Yawara! A Fashionable Judo Girl! від студії Kitty Films. Серіал транслювався на Yomiuri TV з 16 жовтня 1989 року по 21 вересня 1992 року. Всього вийшло 124 епізоди. Анімаційний фільм під назвою Yawara! Soreyuke Koshinuke Kizzu!! (яп. YAWARA! それゆけ腰ぬけキッズ!!) вийшов на екрани 1 серпня 1992 року. У ньому показана історія, заснована на чернетці, створеній Урасавою. Спеціальний телевізійний аніме-епізод під назвою Yawara! Special - Zutto Kimi no Koto ga... (яп. YAWARA! Special ずっと君のことが…。) був випущений на Nippon TV 19 липня 1996 року, щоб завершити серію. Олімпійські ігри в Барселоні 1992 року оновлені до Олімпійських ігор в Атланті 1996 року.

### Жива адаптація
Екранізація Yawara! кінокомпанії Toho, режисером якої був Кадзуо Йосіда, вийшла в кінотеатрах 15 квітня 1989 року.

### Відеоігри
Компанія Sofix розробила дві відеоігри для комп'ютерів. Першою був «цифровий комікс», випущений 1 жовтня 1992 року, який отримав рейтинг 22/40 від Famitsu. Друга була випущена 23 вересня 1994 року, має додаткові елементи ігрового процесу, такі як режими «битви» та «вікторини», і отримала рейтинг 21/40 від Famitsu.

## Сприйняття
Станом на березень 2021 року Явара! має понад 30 мільйонів примірників. Манга виграла 35-ту премію Shogakukan Manga Award у загальній категорії в 1990 році. Значення Олімпійських ігор у Барселоні 1992 року в історії полягає в тому, що в реальному світі це був перший випадок, коли жіноче дзюдо було повноцінним змаганням і, таким чином, призвело до вручення першої золотої олімпійської медалі для жіночого дзюдо. Явара! була дуже популярна в Японії, тому, коли справжня японська дівчинка-підліток Рьоко Тамура виграла срібну медаль з дзюдо на Олімпійських іграх у Барселоні 1992 року, її сприймали як справжню Явару (її вік, статура та здібності були разюче схожими на вигадану героїню) і вона одразу отримала прізвисько «Явара-чан». Вона все ще була відома під цим ім'ям вісім років потому, що, можливо, свідчить про тривале популярне визнання серіалу, а також самої Рьоко Тамури.
Марк Саммут з Comic Book Resources написав, що в той час як Yawara! «може не мати багатьох фірмових рис, які б визначали пізніші трилери Урасави», гумористичний спортивний серіал «все ще служить майстер-класом з написання персонажів та атмосфери». Він також назвав серію приквелів Jigoro! найсмішнішим, що коли-небудь писав автор. Рецензуючи перші 40 епізодів аніме, Карл Кімлінгер з Anime News Network написав, що Yawara! ідеально поєднує в собі романтику, гумор, життєві перешкоди та спортивну інтригу. Він дуже похвалив персонажа Явари та зазначив, що серіал набагато більше зосереджений на романтиці та дорослішанні, ніж на дзюдо. Карл завершив, нарікаючи, що вони більше не створюють подібних аніме, оскільки вони, здається, забули про привабливість простої історії, розказаної добре; Явара! «просто кажучи, найприємніший серіал за багато років».
Далі Кімлінгер обрав Явару своїм персонажем 2008 року і назвав її «можливо, найбільш шалено симпатичним персонажем, який коли небудь був придуманий — тим паче, що вона така ж неідеальна, егоїстична та наївна, як і будь-яка справжня дівчинка-підліток». Включаючи серіал до списку найкращих аніме 1989 року, його колега з того ж веб-сайту Деріл Сурат написав, що вона надихнула створення багатьох персонажів бойових відеоігор. А саме в серії Street Fighter, де Ібукі має схоже походження та темперамент, а Карін Кандзукі дуже схожа на Хонамі Саяку.